# Lakalaka
El lakalaka es la danza tradicional nacional de Tonga practicada durante las ceremonias importantes como la coronación del rey y el aniversario de la constitución. « Lakalaka, danzas y discursos cantados de Tonga »  fue nombrada en 2003 y después inscrita en 2008 por la Unesco en el listado del patrimonio cultural inmaterial de la humanidad.

## Descripción
La tradición surgió en el siglo XIX a partir de la danza me'elaufola. El término lakalaka significa en tongano « dar pasos rápidos o prudentes ». Durante unos treinta minutos varios centenares de personas danzan en ritmo en dos grupos, los hombres a la derecha y las mujeres a la izquierda. Los danzantes aplauden mientras cantan, a menudo acompañados por un coro. Los participantes se colocan según su rango social y entre los hombres y las mujeres se sitúa el vahenga, una persona de alto rango que viste a menudo un traje único. Los danzantes visten de manera tradicional con pulseras de tobillo, brazaletes, collares y un tekiteki, un tocado de pluma.